# Königliche Beschäftigungsanstalt
Die Königliche Beschäftigungsanstalt war eine soziale Einrichtung der Münchner Armenverwaltung. Sie sollte arbeitslosen Personen, oder solchen, die nur noch eingeschränkt arbeiten konnten, in Form der freiwilligen Arbeitsbeschaffung zu einem geregelten Einkommen verhelfen. Arbeit diente somit als vorbeugende, integrierende und rehabilitierende Maßnahme. In eigenständiger Tätigkeit sollten Arme so für ihre Existenzsicherung selbst sorgen können.

## Historischer Hintergrund
Zu Beginn des 19. Jahrhunderts waren in Bayern 10 Prozent der Bevölkerung auf Armenunterstützung oder Bettelei angewiesen. Mit der Schaffung geeigneter Einrichtungen sollten die sozialen Verhältnisse verbessert werden. Zuvor hatte sich die staatliche Wohlfahrtspolitik lediglich auf die Bekämpfung äußerer, von der Gesellschaft als störend empfundener Erscheinungsformen der Armut beschränkt. Polizeiliche und strafrechtliche Maßnahmen waren die Folgen.

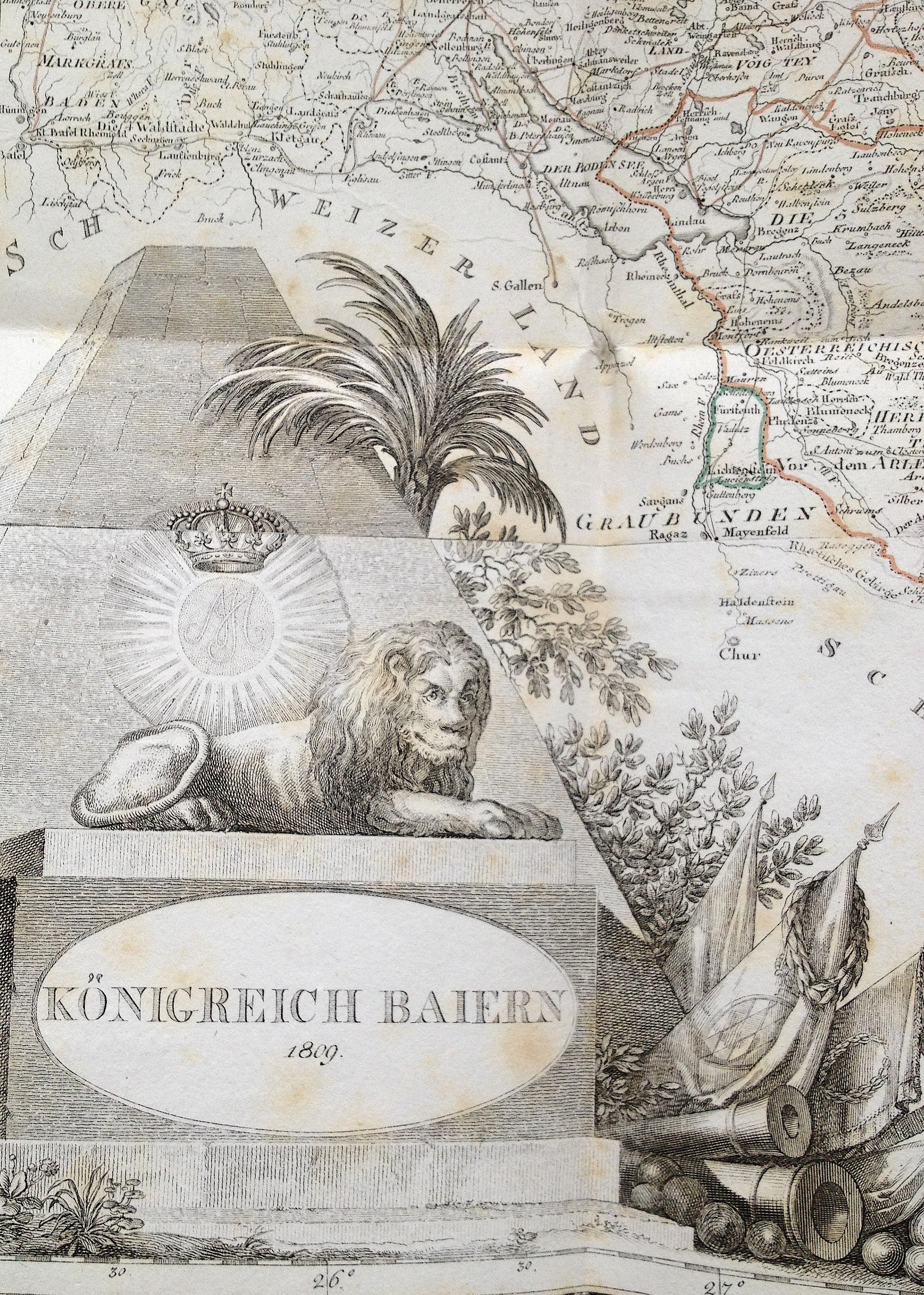
Das Detailmotiv stammt von einer Landkarte aus dem Jahre 1809, die Bayern und dessen Nachbarländer zeigt. Die Symbolik steht für die Aufbruchstimmung dieser Zeit im Sinne der Aufklärung.

Mit dem Geist der Aufklärung zeigten sich Ansätze einer neuen Einstellung. Unter der Regierung von König Max I. Joseph und seines Ministers Maximilian Graf von Montgelas wurde der Gedanke umgesetzt, das Armenwesen mit Hilfe der Arbeitsbeschaffung zu reformieren.
Das Ziel bestand darin, „den Armen nach Graden ihrer Fähigkeiten und Kräften Arbeit, und dadurch ihren ganzen oder theilweisen Unterhalt durch Selbstverdienst zu verschaffen, Kinder und Erwachsenen aber zum Brodverdienste abzurichten, und sie vom Müßiggange und Bettel zu entwöhnen, sofort künftiger Erarmung vorzubeugen“.

## Gründung und erste Jahre
Am 1. Juli 1804 wurde die Beschäftigungsanstalt im ehemaligen Klarissenkloster St. Jakob (München) am Anger Nr. 194 eröffnet. Als Vorbilder dienten ähnliche Einrichtungen in England, Frankreich und Hamburg. Zur Anschubfinanzierung schoss der Armenfond Geld vor. 
Unter dem Argwohn der Zünfte wurden hier Spinnerei- und Webarbeiten durchgeführt. Bald jedoch nutzten auch Zunftbetriebe die Beschäftigungsanstalt, um dort mit modernsten Maschinen kostengünstig Garne und Stoffe in Auftragsarbeit herstellen zu lassen. Der ehemalige Klostergarten diente als Bleichgrund für die Gewebe. 
Um die gefertigten Waren selbst weiterverarbeiten zu können, wurden geeignete Arbeiterinnen zum Nähen von Hemden und Unterwäsche unterwiesen.
Zusätzliche Erwerbszweige waren die Herstellung von Lodenstoffen und ab 1806 der "Holzverkauf für Arme". Zu diesem Zeitpunkt hatten bereits 400 Personen eine feste Beschäftigung gefunden.

## Personalstruktur
Beschäftigt wurden neben arbeitswilligen Bettlern, "erarmte Bürger und das zahlreiche weibliche Geschlecht", aber auch Fachkräfte, wie "erarmte Färbermeister und Appreteur".
Zu den leitenden Funktionen zählten neben der Direktion ein Rechnungsführer und ein Materialverwalter.

## Sozialleistungen
Für die Kinder der Belegschaft wurde eine Elementarschule eingerichtet. Hierzu wurden Teile der ehemaligen Klosteranlage in acht Klassenräume und vier Wohnräume zur Unterbringung von vier unverheirateten Lehrerinnen umgewandelt.
Unentgeltlich erhielten die Kinder und Personen, die trotz Anstrengung nicht mehr als acht bis zehn Kreuzer täglich verdienen konnten, morgens um 8.00 Uhr ein Stück Brot und mittags einen Teller Rumfordsuppe. Das Brot wurde durch die Münchner Müller und Bäcker kostenlos zur Verfügung gestellt, teilweise in der Stadt gesammelt und bei erhöhtem Bedarf im Winter hinzugekauft.
"Zur Arbeitsermunterung" wurden Geldprämien oder kostenlose Kleidung gewährt.
Im Krankheitsfall bestand Lohnfortzahlung, Medikamente wurden kostenlos verabreicht, für schwere Fälle standen die Hofspitäler bereit und bei Todesfällen wurden die Bestattungskosten übernommen.

## Die angegliederte Lithographische Anstalt
Als zusätzliche Erwerbsquelle diente die 1810 angegliederte Lithographische Anstalt, die sich als Besitzer einer der wenigen Steinpressen Münchens als einzige Sparte positiv entwickelte. Sie lässt sich bis in die zweite Hälfte des 19. Jahrhunderts verfolgen. Die Lithographische Anstalt stand in Konkurrenz zu den privaten Lithographieanstalten.
Die technische und künstlerische Leitung der Lithographischen Anstalt hatte in den ersten Jahren nach der Gründung der Kartograph Carl Heinrich Wenng (1757–1854). Die Produkte der Lithographischen Anstalt waren vielfältig. So wurden bereits 1812 in einem Verkaufsprospekt die Produkte der Anstalt wie folgt angepriesen: „Kopfbögen für alle Bureaus und Ämter, Journal, Cassa, Stratza, Protokollsbücher, Geschäfts-Manualien und Tabellen, alle Arten Handlungsbücher, Preis-Currant, Wechsel, Quittungen, Fracht-Briefe mit Designationen, für Seelsorger alle dahin einschlägigen Kirchenbücher, Tauf-, Sterbe-Register, Todtenscheine und Passions-Tabellen, sämtliche Königl. Militair und National-Garden, Grundlisten, Montours-Verrechnungen, Abschiede, Urlaubs-Pässe, Rapports und Patente…“
Außer Formularen wurden bereits in den ersten Jahren Notenblätter, Landschaftszeichnungen zum Selbstunterricht, Phantasien nach Schillers Dichtungen, Stickmuster, „Teutsche Messen für Schulkinder“… herausgegeben.
Im Gegensatz zur Konkurrenz konnte die Lithographische Anstalt mit „billigsten Preisen“, so der Verkaufskatalog von 1812, aufwarten.

## Napoleons Stadtplan von Moskau
Napoléon Bonaparte legte Wert auf exakte und aktuelle Karten; sie waren für seine strategischen Überlegungen unverzichtbar. In den Beständen der Bayerischen Staatsbibliothek findet sich eine „Explication du Plan de Moscou“. Sie entstand kurz vor dem Russlandfeldzug 1812, an dem sich Bayern mit 36 000 Soldaten beteiligte und wurde in der Lithographischen Anstalt in München schnell und kostengünstig gedruckt.
Vierzig Seiten umfassend erläutert sie die Begriffe in russischer, französischer und deutscher Sprache. Gegliedert nach den fünf Stadtbezirken Moskaus benennt sie die Lage von über 300 Örtlichkeiten, insbesondere Staatsgebäuden, Kasernen, Proviantlagern einschließlich ihrer Bauweise, sowie Tore und Brücken. So entsteht ein konkretes Bild der Behördenorganisation, der kommunalen und der militärisch-strategischen Infrastruktur Moskaus. Es handelt sich um einen frühen Steindruck im Format 84 × 86 cm, von den Gebrüdern Schleich lithographiert, gedruckt in der Königlichen Beschäftigungsanstalt am Anger. Für das bayerische Offizierskorps und den französischen Generalstab waren die „Explication du Plan de Moscou“ und der dazugehörige Stadtplan eine wichtige strategische Information.

## Wirtschaftlicher Erfolg
Die königliche Beschäftigungsanstalt erwirtschaftete Gewinne, die anderen sozialen Projekten zuflossen.
So wurde auch das Lorenzonische Armenhaus, das sich ebenfalls am Münchner Anger befand, finanziell unterstützt.